# ۱۴۸۶ (میلادی)
۱۴۸۶ (میلادی) هزار وچهارصد و هشتاد و ششمین سال تقویم میلادی است.

## زادگان
- ۶ ژانویه – مارتین آگریکولا، آهنگساز آلمانی (د. ۱۵۵۶)
- ۲ ژوئیه – جاکوپو سانسووینو، معمار و مجسمه‌ساز ایتالیایی (د. ۱۵۷۰)